# انجیر آمریکایی
انجیر آمریکایی (نام علمی: Ficus americana) نام یک گونه از سرده انجیر است.